# Nördliche Paiute
Die Nördliche Paiute im Nordosten Kaliforniens, Norden Nevadas, Osten Oregons und Süden Idahos, früher meist Paviotso (von Papiyotsa/Babiyoza einer leicht abwertenden Shoshone-Bezeichnung für „Nördliche Paiute Bands“ in Nevada) bzw. Snake Indians („Schlangen-Indianer“, Sammelbegriff für verbündete Nördliche Paiute, Nördliche Shoshone und Bannock zwischen den Cascade Mountains ostwärts bis zur Snake River Plain, entlang des Snake River und Owyhee River) genannt, sind eine der drei regionalen Dialektgruppen bzw. Stammesgruppen nordamerikanischer Ureinwohner im Kulturareal des Großen Beckens, die allgemein unter dem Sammelbegriff Paiute oder Piute bekannt sind, historisch jedoch nie eine politische Einheit oder Stammesidentität entwickelten.
Alle drei Stammesgruppen (Nördliche Paiute, Westliche und Östliche Mono und Südliche Paiute) sprachen (sprechen) zwar jeweils Varianten dreier Numic-Sprachen der Nördlichen uto-aztekischen Sprachen, die jedoch zwei unterschiedlichen Zweigen angehören – „Westliches Numic“ (Nördliche Paiute, Bannock,  Westliche und Östliche Mono) und „Südliches Numic“ (Südliche Paiute, Chemehuevi sowie Ute und Kawaiisu). Wie die meisten indigenen Völker bezeichneten sie sich je nach Dialekt einfach als „Volk“ bzw. „die Menschen“.
Obwohl die allgemein übliche Bezeichnung als „Nördlichen Paiute“ und „Südlichen Paiute“ eine besondere sprachliche und kulturelle Nähe untereinander vermuten lässt, stehen die „Nördlichen Paiute“ sprachlich-kulturell den „Westlichen und Östlichen Mono“ und „Bannock“ sowie kulturell den Shoshoni (Zentrales Numic)-sprachigen „Nördlichen und Westlichen Shoshone“ (mit denen sie oftmals zweisprachige „Paiute-Bannock-Shoshone Bands“ bildeten) näher; die „Südlichen Paiute“ sprachlich-kulturell jedoch den Chemehuevi, Ute und Kawaiisu.
Die „Bannock“ (ursprünglich eine „Nördliche Paiute Band“; übernahmen die Pferdekultur und Gebräuche der verbündeten „Nördlichen Shoshone“) und Chemehuevi (ursprünglich eine „Südliche Paiute Band“; zogen Anfang des 19. Jhd. südwärts zum Colorado River und übernehmen viele Kulturtechniken der Fluss Yuma) werden heute als eigenständige Ethnien betrachtet und nicht zu den „Paiute / Piute“ gezählt.

## Namensherkunft und Stammesbezeichnungen
Die Herkunft des Wortes „Paiute / Piute“ ist unklar, eine mögliche Interpretation ist die Bedeutung „Wasser-Ute“ oder „wahren Ute“ (siehe Shoshone-Wörter: paa/pah – „Wasser“ und yuuta – „Ute“); jedoch weist das Wort "Paiute / Piute" offensichtlich große Ähnlichkeit mit der Eigenbezeichnung der Bannock als Banakwut, Nimi Pan a'kwati oder Pannaitti auf, was ebenfalls als „Wasservolk“ wiedergegeben wird.
Die „Nördlichen und Südlichen Paiute“ wurden zusammen mit Gosiute/Goshute und Westlichen Shoshone von den Siedlern verächtlich Diggers ("Ausgräber", "Gräber") oder Digger Indians genannt (wahrscheinlich, da sie im Boden mit einem Grabstock nach essbaren Wurzeln gruben); diese Bezeichnung wird heute jedoch als beleidigend von den indigenen Völkern zurückgewiesen. Ohne das Wissen der Indianer über essbare Wildpflanzen, Wildkräutern und Wurzeln hätten jedoch vermutlich viele der ersten europäischen Siedler auf ihren Wagenzügen Hunger gelitten. Nachdem sie die Great Plains überquert hatten, gingen die mitgeführten Vorräte oft zur Neige. Die Frauen der Pioniere lernten von den Indianerinnen, wie man essbare Knollen ausgräbt und kocht und konnten so die dürftige Ernährung verbessern.
Wie viele indigene Völker bezeichneten sie sich selbst je nach Dialekt einfach als nïmmi nïmï, nimi, numa, numu – „Person / Volk“, wörtlich „Jene, die umherziehen, sich immer bewegen [um ihren Lebensunterhalt als Sammler und Jäger zu bestreiten]“.